# Humani generis unitas
Ne doit pas être confondu avec Humani generis.
Un projet de document pontifical que l'on appelle aujourd'hui Humani generis unitas (en français : L'unité du genre humain) était en préparation lorsque le Pape Pie XI mourut (10 février 1939). Il condamnait, semble-t-il, l'antisémitisme, le racisme et la persécution des Juifs. Comme ce texte (un brouillon) n'a jamais été promulgué, il est quelquefois appelé de façon abusive l'Encyclique cachée ou l'Encyclique perdue. Le pape Pie XII publiera peu après sa propre encyclique sur les mêmes thèmes : Summi Pontificatus.

## Histoire

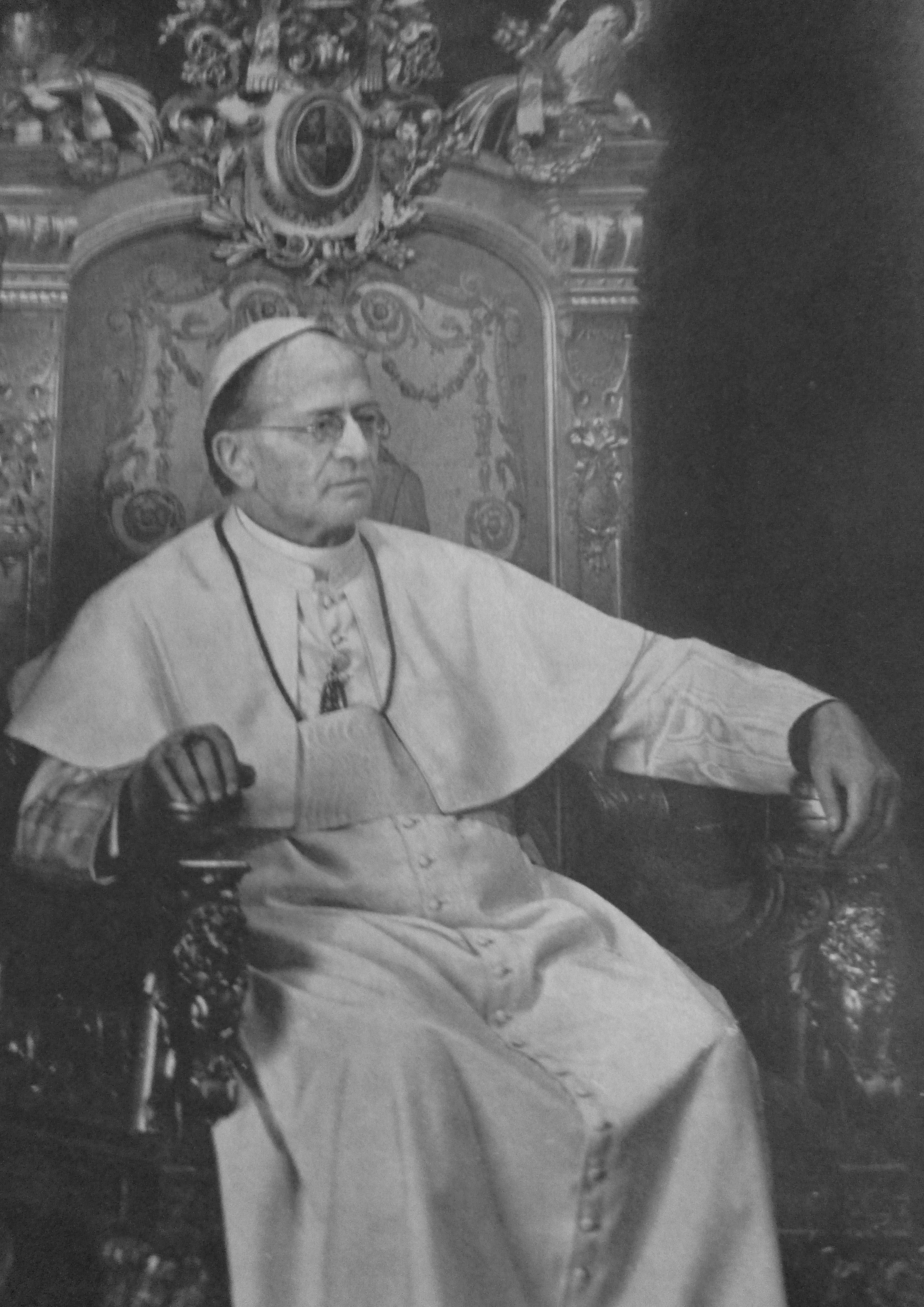
Pie XI (1939)

En juin 1938, après une entrevue avec John LaFarge, un jésuite engagé dans la défense des minorités aux États-Unis contre la discrimination, le pape Pie XI, qui avait apprécié un de ses récents ouvrages, demande au  supérieur général des Jésuites, Vladimir Ledóchowski, de coordonner la rédaction d'un projet d'encyclique condamnant l'antisémitisme, le racisme et la persécution des Juifs. 
Le supérieur de la Compagnie adjoint deux autres jésuites à LaFarge, l'Allemand Gustav Gundlach (de) et le Français Gustave Desbuquois pour mener à bien le projet de texte Humani generis unitas (Sur l'unité de la race humaine).
LaFarge rapporte cette injonction confiante du Pape octogénaire : — Dites simplement ce que vous diriez si vous étiez Pape vous-même —. 

C'est à Paris, au siège de la revue Étvdes, que le texte est composé pendant l'été 1938 dans l'urgence alors que les rumeurs anxiogènes d'un conflit imminent se propagent. 
Dénoncé au régime nazi pour ses positions contre l'Anschluss, Gundlach est sous la menace de la Gestapo et ne peut rentrer en Allemagne. Une première ébauche qui faisait approximativement 100 pages de long fut traduite en latin et présentée à Vladimir Ledochowski puis envoyée au Vatican en septembre 1938. Pie XI meurt le 10 février 1939 peu après avoir reçu le projet. Des sources secondaires — comme le cardinal Tisserant, doyen du collège des cardinaux — rapportent que Humani Generis Unitas était littéralement sur le bureau de Pie XI quand il mourut d'une attaque cardiaque le 10 février 1939. 
Le cardinal Eugenio Pacelli  lui succède sous le nom de Pie XII le 2 mars. Il  est un proche de Ledóchowski, mais, conformément à l'usage et pour laisser les mains libres à son successeur, les travaux du défunt pape sont laissés en l'état. Le texte de Pie XI restera longtemps ignoré. Des historiens suggèrent que Vladimir Ledóchowski aurait joué un rôle dilatoire dans cette affaire, probablement en accord avec Pacelli, alors secrétaire d'État du Vatican et avec lequel sa position de Supérieur général des jésuites le mettait en fréquente relation : Ledóchowski aurait tenté de retarder le plus possible la communication du projet d'encyclique au pape, parce qu'il était opposé à l'idée d'une rupture ouverte avec le Troisième Reich tandis que la Russie soviétique restait à ses yeux  la menace principale pour l'Église catholique et la civilisation. Cependant, d'après les rédacteurs du texte eux-mêmes, Pie XII n'avait pas eu connaissance de cette entreprise de son prédécesseur. La guerre éclate le 3 septembre 1939. Dès le 20 octobre paraît la première encyclique du nouveau traitant également de l'unité du genre humain : « Summi Pontificatus ».

## Contenu
Les 70 premiers paragraphes, dont l'auteur est probablement Gundlach, sont une critique du modernisme théologique, du nationalisme, du racisme, et de la réinterprétation non orthodoxe des Écritures saintes ; les 108 autres paragraphes, dont les auteurs sont probablement les trois jésuites, ont contextualisé la première partie de l'encyclique avec le rôle social des institutions d'éducation catholique et l'antisémitisme.
Le projet comporte cependant plusieurs considérations relevant d'un antijudaïsme alors assez répandu dans certains milieux catholiques.

## Réaction du pape Pie XII
Des critiques de Pie XII, comme par exemple John Cornwell dans son œuvre controversée le pape de Hitler, ont pris argument du fait qu'il n'avait pas promulgué le texte en préparation comme preuve de ses supposés « silences » sur l'antisémitisme et l'Holocauste,. Le fait est que Pie XII a préféré publier son propre texte, Summi Pontificatus, le 12 octobre 1939, portant sur le même thème de l'— unité du genre humain — (cette formule est choisie comme sous-titre de l'encyclique). On y retrouve de nombreux éléments communs avec le projet préparé pour son prédécesseur. Une des idées centrales est la dénonciation de
« l'oubli de cette loi de
solidarité humaine et de charité, dictée et imposée aussi bien par la communauté d'origine et par l'égalité de la nature raisonnable chez tous les hommes, à quelque peuple qu'ils appartiennent, que par le sacrifice de rédemption offert par Jésus-Christ sur l'autel de la Croix à son Père céleste en faveur de l'humanité pécheresse. »
Alors que le projet Humani generis unitas présentait encore de nombreuses traces de défiance vis-à-vis du peuple juif (qui est par exemple dit — aveuglé par la recherche de la domination et des biens matériels —), celles-ci ont été évitées par Pie XII dans Summi Pontificatus.

## Statut actuel
Le Pape Benoît XVI a permis en juin 2006 l'accès aux archives concernant le pontificat de Pie XI. Le 18 septembre 2006, plus de 30 000 documents ont été mis à la disposition des chercheurs.